# Escut de Benidorm
L'escut de Benidorm és un símbol representatiu sense oficialitzar de Benidorm, municipi del País Valencià, a la Marina Baixa. Té el següent blasonament:
| « | En camp d'atzur, una torre de pedra aclarida de sable, aterrassada d'una espècie de platja que es perllonga pels flancs formant una badia, amb una torre en cada extrem; dintre de la badia, ones de mar d'argent i atzur i en la sinistra una barca de sable; en l'horitzó que forma el mar i a la destra, un monticle en forma d'illot; la torre principal està sobremuntada d'un escut de dama d'or amb quatre pals de gules. Timbre: Corona de baró. | » |

## Història

Versió de l'escut emprada per l'Ajuntament.

### Escut actual
L'escut de Benidorm fou aprovat pel Ple de l'Ajuntament el 14 d'octubre de 1954. També fou publicat, juntament amb el Reglament d'Honors i Distincions de l'Ajuntament, en el Butlletí Oficial de la Província d'Alacant de 17 de març de 1955. No obstant això, l'escut no ha estat mai oficialitzat: L'ús d'un escut, la seua aprovació per l'Ajuntament o fins i tot el seu reconeixement per qualsevol institució pública, no implica, des d'un punt de vista legal, la seua oficialització fins l'aprovació per l'organisme que tinga aquesta competència i, en 1954, aquesta era una competència del Consell de Ministres, segons l'article 300 i següents del Reglament de 17 de maig de 1952.
El 5 de juliol de 1954, el Ple de l'Ajuntament aprovà iniciar el procediment de creació de l'escut. Vicente Martínez Morellá, cronista oficial de la ciutat d'Alacant, s'encarregà de la redacció del projecte i va proposar el següent blasonament:
| « | Blasó en camper de gules, sota les barres d'Aragó: un castell daurat damunt d'una roca batuda per la mar circumdat per dues faixes de terra, rematades per sengles torres de guaita, amb una illa al fons. Fora del blasó, servint-li de timbre, corona de baró i com a orla un ram de llorer a la dreta i una palma a l'esquerra, significant-li que aquest escut era utilitzat en aqueixa en 1982, segons els Apuntes históricos de Benidorm de Don Pedro María Orts. | » |

Sembla que Martínez Morellá va malinterpretar aquest llibre d'Orts i Berdín. En una part del llibre, on es descriu el castell i el litoral de Benidorm, hi apareix la paraula escudo amb el significat de defensa (El castillo que sirve de escudo a Benidorm, fue en otras edades fuerte por tierra, inexpugnable por mar...) però Martinez Morellà l'interpretà com si estiguera parlant d'un escut heràldic. El text continua amb una descripció del litoral que es correspon amb el blasonament de la seua proposta. Finalment, l'Ajuntament aprovà l'escut però traient-ne el ram de llorer i la palma i afegint-ne l'orla i la barca de vela. Després però, no arribà a oficialitzar-se pel Consell de Ministres, òrgan competent en aquell moment.

### Propostes d'oficialització
Amb la creació de la Comunitat Valenciana en 1982, aquesta va assumir la competència del règim local, que inclou la regulació dels municipis i els seus escuts. En 1994 la Generalitat Valenciana va publicar un decret per a regular el símbols dels ajuntaments. Hi han hagut diferents propostes per tal de dotar a l'Ajuntament de Benidorm d'un escut oficial d'acord amb la normativa heràldica vigent.
Proposta de Pere Maria Orts i Bosch

Escut proposat per Pere Maria Orts i Bosch en 1985.

En 1985 Pere Maria Orts i Bosch publicà en la revista de les festes majors patronals l'article Esbós i projecte d'escut heràldic per a Benidorm on proposava un nou escut per a Benidorm, basat en la seua història. Es tractava d'un escut partit amb les armes dels seus dos primers senyors territorials: Bernat de Sarrià, qui atorgà la primera carta pobla a Benidorm l'any 1325, i l'infant Pere d'Aragó i d'Anjou, senyor de Benidorm de 1336 a 1358. Aquest escut tenia el següent blasonament:
| « | Primer, en camper d'or, quatre pals de gules, rojes, entrat d'atzur amb tres flors de lis d'or i el lambel de Nàpols en gules; i segon en camper de gules, roig, cinc petxines de pelegrí d'argent posades en aspa o sautor. Per timbre una corona reial oberta tal com a l'esbós. | » |

Orts disposà primer les armes de l'infant i després les de Bernat per tal de respectar les normes de precedència. En el dibuix final es canviaren les tres flors de lis dibuixades per Orts per un flordelisat, o sembrat de flors de lis. Aquest escut ha estat utilitzat sovint, de forma oficiosa i privada, en revistes de festes patronals, per l'Associació de Penyes, etc. En 2015 la Coalició Compromís proposà la seua oficialització sense aconseguir-lo.
Revisió de Vicent Pérez Devesa
Sota l'alcaldia de Vicent Pérez Devesa, alcalde des de 1995 fins a 2006, es dissenyà una variant de l'escut actual eliminant el barroquisme decoratiu: Es substituí l'orla que envolta l'escut per les branques de llorer i la palma proposades per Martínez Morellá, es canvià la forma de l'escut per la quadrilonga de punta rodona y es col·locaren en el castell una porta i dues finestres amb arcs de ferradura, amb la intenció d'al·ludir a un suposat passat islàmic de la població que avui en dia ha estat qüestionat. Aquest disseny però, no li resultà atractiu a Pérez Devesa i fou rebutjat. A més de ser poc fidel amb la història de Benidorm i no complir amb la normativa heràldica valenciana actual.

## Significació
Es tracta d'un escut dels anomenats paisatgístics, que no s'ajusta a les normes de l'heràldica. L'escut al·ludeix a la contribució de Benidorm a la defensa del litoral. Hi apareix la Badia de Benidorm i les seues platges de Llevant i de Ponent separades pel tossal de Canfali i el castell de Benidorm. A l'esquerra la torre de guaita de les Caletes, a la dreta la Torre d'Aguiló, i al fons l'illa de Benidorm. El veler recorda la tradició marinera de Benidorm i l'escussó amb les quatre barres la pertinença a l'antic Regne de València.